# Le Monde perdu : Jurassic Park (jeu vidéo, consoles de salon)
Pour les articles homonymes, voir The Lost World: Jurassic Park (jeu vidéo).
Le Monde perdu : Jurassic Park (The Lost World: Jurassic Park en version originale) est un jeu vidéo de plateformes 3D développé par DreamWorks Interactive et édité par Electronic Arts. Il est sorti en 1997 sur la PlayStation et la Saturn, et est basé sur le deuxième film de la franchise Jurassic Park. Dans le jeu, vous interprétez divers dinosaures et humains, en avançant de plus en plus dans la chaîne alimentaire de Isla Sorna.

## Personnages jouables
- Compsognathus
- Chasseur humain
- Velociraptor
- Tyrannosaurus rex
- Personnage secret

## Musique
Ce jeu a été le premier avec une musique orchestrale originale. En effet le producteur du jeu, Steven Spielberg, a été impressionné par la démo musicale faite par Michael Giacchino, qualifiant même le compositeur de « jeune John Williams » et il a donc été convenu que la partition serait enregistrée en direct avec un orchestre symphonique de 40 musiciens. Une bande originale officielle fut lancée, regroupant toutes les pistes musicales ainsi que les peintures conceptuelles créées lors du développement du jeu.

## Autres versions
À la suite du succès commercial du jeu, une version améliorée, exclusive à la PlayStation, fut lancée : The Lost World : Jurassic Park - Special Edition. L'ajout le plus important est probablement celui d'un niveau avec le T. rex : située en début de jeu, la séquence se déroule sur Isla Nublar, l'île où se passent les événements du premier film.